# Hikari Suzuki
Hikari Suzuki, född 19 november 2002, är en japansk konstsimmare.

## Karriär
I juni 2022 vid VM i Budapest var Suzuki en del av Japans lag som tog silver i fri kombination och brons i det fria programmet. I juli 2023 vid VM i Fukuoka var hon en del av Japans lag som tog brons i det akrobatiska lagprogrammet.